# Senay Gueler

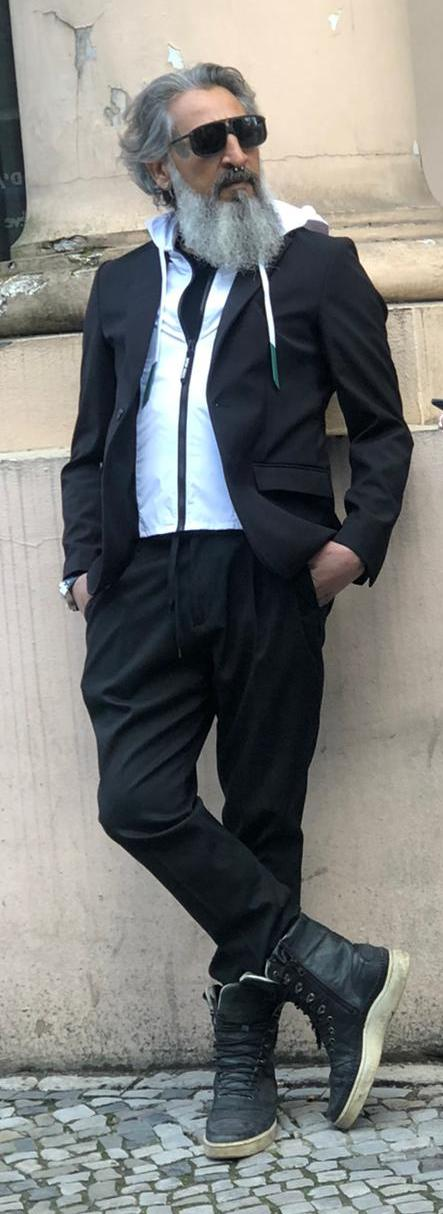
Senay Gueler, 2021 in Berlin

Senay Gueler (* 17. Juli 1976 in Erbach) ist ein House- und Elektro-DJ, Tattoo-Model, Musiker, Blogger und Schauspieler.

## Leben
Senay Gueler wurde als viertes Kind eines türkischen Gastarbeiter-Ehepaars in Erbach im südhessischen Odenwald geboren. Er wuchs in Michelstadt auf, wo er nach eigenen Angaben eine großartige Kindheit hatte – mit viel Grün, viel Freiheit und viel Spaß. In der Jugend spielte er als Torwart beim VfL Michelstadt, war Querflötist im Spielmannszug und bei der Freiwilligen Feuerwehr. Bereits mit 14 Jahren legte er Platten auf. Im Alter von 16 Jahren hatte er erste Auftritte als DJ in Jugendclubs. Gueler absolvierte ein Fachabitur und machte eine Ausbildung zum Fremdsprachenassistenten. Bald danach kam der Abschied vom Odenwald, einer Frau zuliebe ging er 2001 nach Berlin. Beim Musiklabel Universal Music arbeitete er gut 10 Jahre als Produktmanager und Künstlerbetreuer. Nach der Scheidung kündigte er seinen Beruf und war kurzzeitig obdachlos, ehe er als Event-DJ, Schauspieler und Tattoo-Modell neu anfing. Mit seinem Hand-Tattoo „Hirschbär“ symbolisiert Gueler seine Verbundenheit zu Berlin (Bär) und dem Odenwald (Hirsch).
Gueler hat zwei Brüder und eine Schwester. Er ist geschieden und hat drei Kinder.

## Film und Fernsehen
- Fucking Berlin (Spielfilm, 2016)
- 4 Blocks (Staffel 1, 2017)
- Promi Big Brother/Staffel 8 (2020)
- Bergstraße-Odenwald – Wandern mit Senay Gueler (Werbeclip, 2021)
- Teilnahme an der Wok-WM 2023[7] und 2024

## Musik
Am 22. April 2021 veröffentlichte Gueler zusammen mit dem Musikproduzenten John August eine Coverversion  "From Zero to Hero" von Sarah Connor auf der Plattform YouTube.